# Mursal
Mursal är en ort i Azerbajdzjan.   Den ligger i distriktet Ağdaş Rayonu, i den centrala delen av landet, 210 km väster om huvudstaden Baku. Mursal ligger 19 meter över havet och antalet invånare är 1 322.
Terrängen runt Mursal är mycket platt. Närmaste större samhälle är Ağdaş, 7,5 km öster om Mursal. 
Trakten runt Mursal består till största delen av jordbruksmark. Runt Mursal är det ganska tätbefolkat, med 90 invånare per kvadratkilometer.